# Полосатохвостая эуферуза
Полосатохвостая эуферуза (лат. Eupherusa eximia) — вид колибри из трибы Trochilini подсемейства типичных колибри. Выделяют три подвида. Обитает от юго-востока Мексики до Панамы.

## Подвиды
Выделяют три подвида:
- Eupherusa eximia nelsoni Ridgway, 1910 — штаты Веракрус и Оахака (юго-восток Мексики)
- Eupherusa eximia eximia (Delattre, 1843) — от центра Чьяпаса до центра Никарагуа
- Eupherusa eximia egregia Sclater & Salvin, 1868 — Коста-Рика и запад Панамы

## Внешний вид
Полосатохвостая эуферуза достигает длины от 9 до 10,5 см и весит в среднем 4—4,5 г. Оба пола всех подвидов имеют прямой чёрный клюв. У самцов номинативного подвида ярко-металлическая травянисто-зелёная верхняя часть тела, которая более бронзовая на кроющих перьях хвоста. Корично-рыжие второстепенные маховые перья видны как пятно на сложенном крыле. Три внутренние пары рулевых перьев тёмно-бронзово-зелёные; две внешние пары имеют чёрные внешние перепонки и белые внутренние с чёрными кончиками, что дало виду английское название. Его нижняя часть тела ярко-металлического травянисто-зелёного цвета с белым подхвостьем. У самки также верхняя часть тела травянисто-зелёная; нижняя часть коричневато-серая с металлически-зелёными пятнами по бокам. Его хвост похож на хвост самца с добавлением чёрных кончиков на внутренних перьях. Самцы подвида E. e. nelsoni крупнее, чем номинативного. Их нижняя часть тела более желтовато-зелёная, а чёрные кончики внешних рулевых перьев менее резко очерчены. Самцы E. e. egregia также крупнее номинативных. Чёрный цвет на внешней перепонке двух крайних пар рулевых перьев ограничен кончиками. Крайняя пара рулевых перьев самки обычно полностью белая.

## Места обитания
Полосатохвостая эуферуза обитает по краям и внутри влажных горных, полулиственных и сосново-дубовых лесов, а также плантаций. Высота над уровнем моря колеблется от почти 1800 м в Мексике, от 300 до 1800 м в Гондурасе и от 300 до 2450 м в Коста-Рике.
Полосатохвостая эуферуза совершает сезонные миграции по высоте, размножаясь в более высоких частях своего ареала и перемещаясь в более низкие части после размножения.

## Питание
Полосатохвостая эуферуза добывает нектар на всех уровнях леса, но чаще всего в кронах деревьев. Оба пола добывают корм ниже по краям и на полянах, но только самки регулярно обитают в подлеске. Самцы часто агрессивно защищают участки с цветами. Питается самыми разнообразными цветущими растениями и, как было отмечено, предпочитает деревья Инга, акантовые и рубиновые кустарники, эпифиты и цветы клузии, беслерии и шалфея.

## Размножение
Полосатохвостая эуферуза размножается с апреля по август в Мексике и с сентября по апрель в Коста-Рике; сезоны размножения в других частях ареала не определены. Он устраивает чашеобразное гнездо из растительного пуха с лишайниками (особенно красными) снаружи и обычно размещает его на высоте 1-3 м над землёй рядом с ручьём. Размер кладки — два яйца; инкубационный период и время до оперения неизвестны.
Песня состоит из 1—3 скрипучих, иногда металлических нот и низкой, сухой, насекомоподобной трели, затем ещё 1—3 писков. Его крики включают «жидкую, дребезжащую трель», «резкий, пронзительный „пит“ или „бзит“» и «резкое жужжание».
МСОП оценил полосатохвостую эуферузу как вид, вызывающий наименьшие опасения, хотя численность популяции и тенденции её изменения неизвестны. Непосредственных угроз выявлено не было. Считается довольно распространённым видом на большей части своего большого ареала. Однако он «потенциально уязвим для потери среды обитания, особенно на юге Мексики».